# Rhamphomyia bipila
Rhamphomyia bipila är en tvåvingeart som beskrevs av Gabriel Strobl 1909. Rhamphomyia bipila ingår i släktet Rhamphomyia och familjen dansflugor. Inga underarter finns listade i Catalogue of Life.